# Киселёв, Василий Семёнович
Василий Семёнович Киселёв (19 декабря 1920, Селинское, Клинский уезд, Московская губерния, РСФСР — 14 июля 1972, Селинское, Московская область) — передовик советского сельского хозяйства, бригадир колхоза имени 14-й годовщины Октября Высоковского района Московской области, Герой Социалистического Труда (1948).

## Биография
Родился в 1920 году в селе Селинское Клинского уезда Московской губернии в русской семье крестьянина. Получив начальное образование, стал работать в колхозе до призыва на военную службу в Красную Армию в октябре 1940 года.
Участник Великой Отечественной войны. С мая 1943 года находился на фронтах. Старшина радиороты 128-го отдельного гвардейского батальона связи 18-го гвардейского стрелкового корпуса. Участник боёв с японскими милитаристами в августе 1945 года. С мая 1944 года член ВКП(б)/КПСС.
Демобилизовавшись, вернулся на родину и продолжил работу в колхозе бригадиром полеводов колхоза имени 14-й годовщины Октября Высоковского района Московской области. После слабого неурожайного 1946 года, в 1947 году его бригада сумела показать высокие производственные результаты. На площади 17,29 гектаров был получен урожай ржи 34,15 центнеров с гектара.
За получение высоких урожаев пшеницы, ржи и картофеля в 1947 году, Указом Президиума Верховного Совета СССР от 19 февраля 1948 года Василию Семёновичу Киселёву было присвоено звание Героя Социалистического Труда с вручением ордена Ленина и золотой медали «Серп и Молот».
В дальнейшем продолжала трудовую деятельность, показывала высокие результаты в труде. Работал в хозяйстве до выхода на заслуженный отдых.
Проживал в селе Селинское Клинского района Московской области.

## Награды
За трудовые успехи удостоен:
- золотая звезда «Серп и Молот» (19.02.1948),
- орден Ленина (19.02.1948),
- Орден Отечественной войны II степени (11.03.1985),
- Орден Красной Звезды (04.09.1945),
- Медаль За отвагу (24.08.1944),
- Медаль «За трудовую доблесть» (04.03.1949),
- другие медали.